# Adam Young
Adam Randal Young é um músico estadunidense, multi-instrumentista, produtor, compositor, vocalista e o fundador do projeto de synthpop Owl City. Criador de diversos projetos musicais, tais como Sky Sailing e Port Blue, Young atualmente trabalha em um projeto instrumental chamado Adam Young Scores no qual pretende ao longo de todo o ano de 2016, disponibilizar  mensalmente um novo álbum relacionado aos mais diversos eventos históricos que marcaram a humanidade.

## Vida pessoal
O cantor considera-se muito tímido e introvertido. Adam Young é portador da Síndrome de Asperger, condição que pode justificar o seu vasto vocabulário e a composição de músicas de difícil compreensão. Até o auge de seu sucesso Adam Young produzia e programava sua músicas no porão da casa de seus pais. Atualmente possui um estúdio próprio na cidade de Owatonna chamado Sky Harbor Studios.
Adam Young identifica-se como cristão,  escreve sobre sua crença no seu blog e também através da sua música.

## Projetos musicais
- Owl City
- Sky Sailing[9]
- Scores
- Port Blue
- Insect Airport
- Windsor Airlift
- Blue Dallas
- The Grizzly
- Aquarium
- Novel
- Dolphin Park
- Chester McWiggins and the Kowboy Kidz
- Seagull Orchestra
- Keehar
- Nuclear Suplex
- Basketball
- The Perfect Theory
- The Kowboy Kidz
- Glacier Island

## Owl City
Adam Young começou a criar a sua música no porão dos seus pais devido as insonias que o impediam de dormir durante a noite. Com uma carreira a solo, ele publicava as músicas electro-pop no MySpace e iTunes, vendendo cerca de 2,000 músicas por semana, sob o nome Owl City.
O seu segundo álbum, Maybe I'm Dreaming, foi criado em 2008 e chegou ao #13º lugar no US Electronic Albums Chart. Em fevereiro de 2010, o iTunes lançou a sua lista de músicas mais vendidas desde 2003 e "Fireflies" ficou na 24ª posição, apesar de ser lançada apenas seis meses antes, em 28 de julho de 2009.
Até a data, Adam Young já lançou os seguintes álbuns: Of June, Maybe I'm Dreaming, Ocean Eyes, All Things Bright and Beautiful, The Midsummer Station, Mobile Orchestra além de dois EP chamados Shooting Star e Ultraviolet.

## Sky Sailing
Em 29 de junho de 2010, Adam Young anunciou que iria lançar suas primeiras gravações feitas antes dele ter começado o projeto Owl City, com o nome de Sky Sailing.  O álbum "An Airplane Carried Me To Bed" começou a ser vendido exclusivamente no iTunes dia 13 de Julho de 2010.

## Port Blue
Projeto basicamente instrumental o qual Adam Young lançou apenas um álbum em 2007 chamado "The Airship" e um EP chamado "The Albatross".